# Женский авиаполк
Женские авиаполки — боевые части (полк), укомплектованные женщинами.
В составе ВВС СССР имелись женские авиаполки, созданные осенью 1941 г. по приказу НКО № 0099 от 8.10.41.
- 586-й истребительный авиаполк на самолетах Як-1.
- 587-й бомбардировочный авиационный полк на самолетах Пе-2 → с 1943 г. 125-й гвардейский пикировочно-бомбардировочный авиационный Борисовский орденов Суворова и Кутузова полк имени Героя Советского Союза Марины Расковой (Приказ НКО СССР № 265 от 03.09.1943 г. и Директива ГШ № Орг/10/138919 от 04.09.1943 г.); первоначально планировалось вооружить полк самолетами Су-2, но полк был вооружён Пе-2.
- 588-й ночной легкобомбардировочный авиационный полк → 8 февраля 1943 преобразован в 46-й гвардейский ночной бомбардировочный авиационный Таманский Краснознамённый, ордена Суворова III степени полк на самолетах У-2ЛНБ (По-2ЛНБ).

В составе ВВС Румынии имелся женский авиаполк «Альба», отличившийся в боях по окружению и взятию Одессы в 1941 году.